# الأسرة المصرية السابعة والعشرون
الأسرة المصرية السابعة والعشرون وعُرفت أيضًا باسم الساترابية المصرية الأولى كانت فعليًا مقاطعة (ساترابية) للإمبراطورية الأخمينية الفارسية بين عامي 525 قبل الميلاد و 404 قبل الميلاد. أسّسها قمبيز الثاني، ملك بلاد فارس، بعد معركة الفرما (525 قبل الميلاد) وغزو مصر وتتويجه لاحقًا فرعونًا عليها، ثم انحلّت باندلاع التمرد وتتويج أميرتايوس فرعونًا. شهدت مصر فترة ثانية من الحكم الأخميني في عهد الأسرة المصرية الحادية والثلاثين (343-332 قبل الميلاد).

## لمحة تاريخية
هزم قمبيز الثاني آخر فراعنة الأسرة السادسة والعشرين، بسامتيك الثالث، في معركة الفرما في دلتا النيل الشرقية في مايو عام 525 قبل الميلاد. تُوِّج قمبيز فرعونًا على مصر في صيف ذلك العام على أبعد تقدير، وبدأت بذلك الفترة الأولى للحكم الفارسي على مصر (المعروفة باسم الأسرة السابعة والعشرين). ثم انضمت مصر مع قبرص وفينيقيا لتشكيل الساترابية السادسة للإمبراطورية الأخمينية، وعُيِّن أريانديس كساتراب محلي (حاكم إقليمي).
شهد عهد قمبيز -بصفته فرعونًا على مصر- تقليصًا كبيرًا في الموارد المالية للمعابد المصرية التقليدية. أمر أحد المراسيم المكتوبة على ورق البردي بالخط الديموطيقي بفرض قيود على موارد جميع المعابد المصرية باستثناء ممفيس وهليوبوليس وونخم (بالقرب من أبو صير). غادر قمبيز مصر في وقت ما في مطلع عام 522 قبل الميلاد، ومات في طريقه إلى بلاد فارس، فخلفه شكليًا أخوه الأصغر بارديا لفترة وجيزة، مع أن المؤرخين المعاصرين يشيرون إلى أن غوماتا انتحل شخصية بارديا، وأن بارديا الحقيقي قتله قمبيز قبل بضع سنوات بدافع الغيرة على ما يبدو. تنبّأ داريوس الأول بهذا الانتحال، فقاد انقلابًا على «بارديا» في سبتمبر من ذلك العام، وأطاح به وتُوِّج ملكًا وفرعونًا في صباح اليوم التالي.
أمضى داريوس -بصفته الملك الفارسي الجديد- معظم وقته في قمع التمردات في جميع أنحاء إمبراطوريته. في وقت ما في أواخر عام 522 قبل الميلاد أو أوائل عام 521 قبل الميلاد، قاد أمير مصري محلي تمردًا وأعلن نفسه الفرعون بيتوباستيس الثالث. لا يُعرف السبب الرئيسي وراء هذا التمرد على وجه اليقين، لكن المؤرخ العسكري اليوناني القديم بوليينوس يعزو السبب إلى الضرائب الجائرة التي فرضها الساتراب أريانديس. يكتب بوليينوس أيضًا أن داريوس سار بنفسه إلى مصر، ووصل خلال فترة الحداد على وفاة رسول بتاح، الثور المقدس. أصدر داريوس إعلانًا بأنه سيمنح مبلغًا قدره مئة طالنط للرجل الذي يستطيع إنجاب الرسول التالي، ما أثار إعجاب المصريين بتقواه وتوافدوا بأعداد غفيرة لدعمه وإنهاء التمرد.
اهتم داريوس بالشؤون الداخلية في مصر اهتمامًا أكبر من قمبيز. وبحسب ما ورد فإنه عمل على تدوين القوانين المصرية، وأكمل على وجه الخصوص حفر نظام القنوات في السويس، ما سمح بالعبور من البحيرات المرة إلى البحر الأحمر، وهو أفضل بكثير من الطريق البري الصحراوي الشاق. أتاح هذا العمل الفذ لداريوس استيراد العمال والحرفيين المصريين المهرة لبناء قصوره في بلاد فارس، ما نتج عنه هجرة طفيفة للأدمغة في مصر بسبب خسارة هؤلاء الأفراد المهرة، وأدى إلى تراجع واضح في نوعية العمارة والفنون المصرية في هذه الفترة. ومع ذلك، كان داريوس أكثر تكريسًا من قمبيز في دعم المعابد المصرية، واشتُهر بالتسامح الديني في المنطقة. في عام 497 قبل الميلاد، في أثناء زيارة داريوس لمصر، أُعدم أريانديس بتهمة الخيانة، على الأرجح لمحاولته إصدار عملته الخاصة، وهي محاولة واضحة لإبعاد مصر عن بقية الإمبراطورية الفارسية. توفي داريوس عام 486 قبل الميلاد وخلفه خشايارشا الأول.

## ملوك الأسرة السابعة والعشرين
| الرقم | الاسم           | مدة الحكم                      |
| ----- | --------------- | ------------------------------ |
| 1     | قمبيز الثاني    | 525–1 522 قبل الميلاد          |
| 2     | بارديا          | 522 قبل الميلاد                |
| 3     | بيتوباستيس      | 522/21–520 قبل الميلاد         |
| 4     | دارا الأول      | 522 - 486 قبل الميلاد          |
| 5     | بسماتيك الرابع  | من المحتمل سنة 480 قبل الميلاد |
| 6     | خشايارشا الأول  | 486 -465 قبل الميلاد           |
| 7     | ارتبانيس        | 465-464 قبل الميلاد            |
| 8     | أرتحششتا الأول  | 464–424 قبل الميلاد            |
| 9     | أحشويروش الثاني | 424–423 قبل الميلاد            |
| 10    | سجديانوس        | 423–July 423 قبل الميلاد       |
| 11    | دارا الثاني     | 423 -404 قبل الميلاد           |

## معرض صور

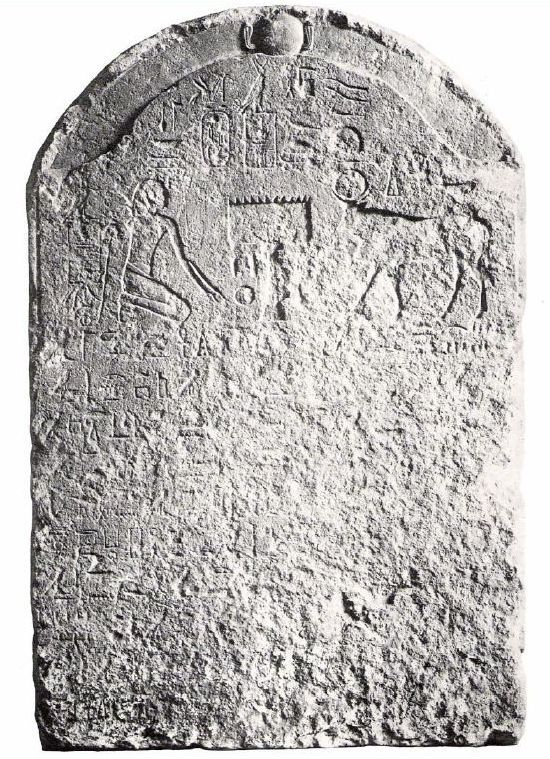
مسلة حجرية مؤرخة بالسنة الملكية 6 من قمبيز (524 قبل الميلاد) ، وتصور الملك قمبيز الثاني على أنه فرعون مصري ، وهو يعبد ثورًا ميتًا
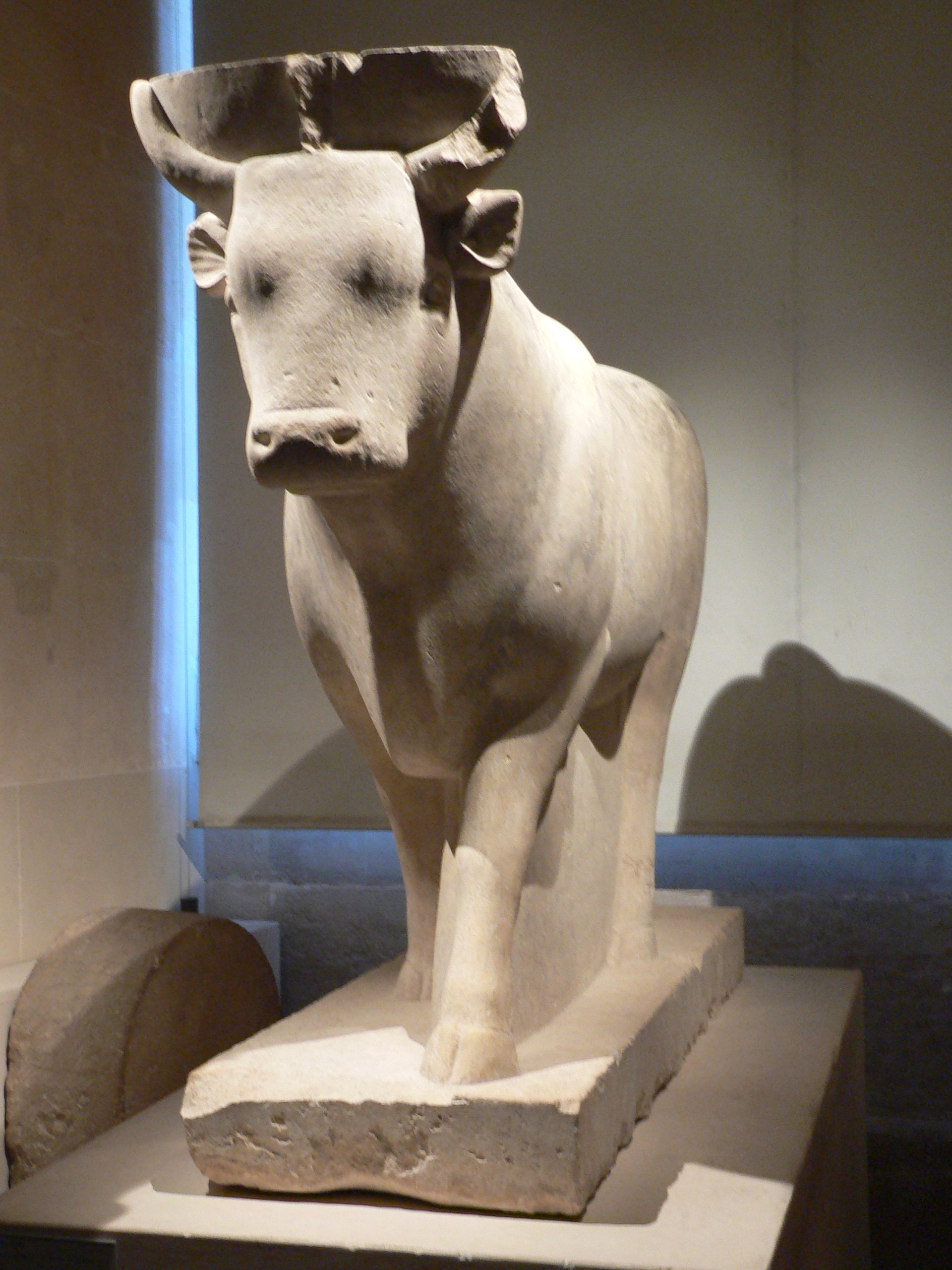
الثور المقدس آبيس. صنع من الحجر الجيري عُثر عليه في سقارة ، في مصلى بجوار طريق الموكب المؤدي إلى سراديب الموتى للثيران المقدسة.
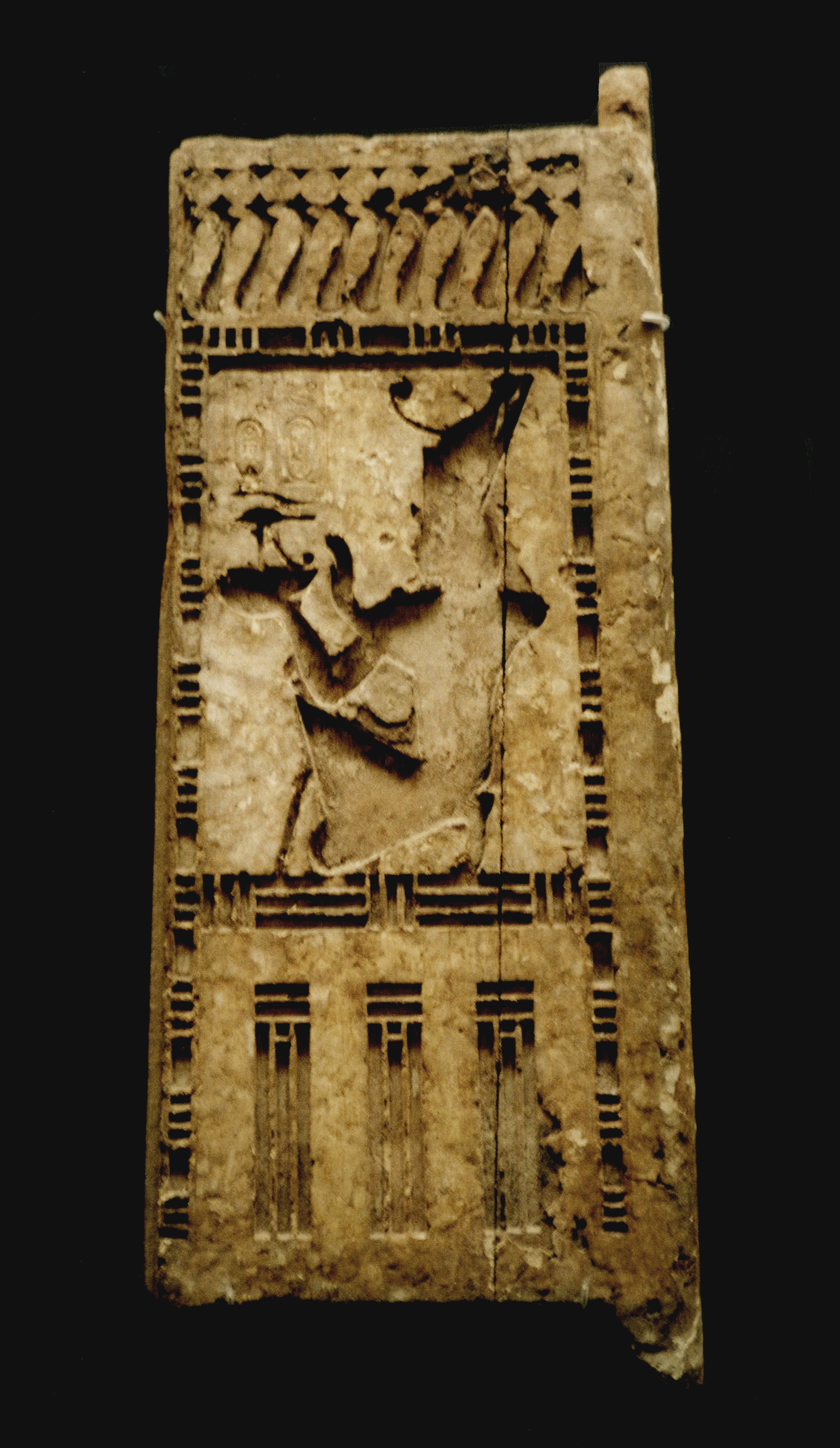
قطعة خشبية جزء من باب، كانت مغطاة في الأصل بورق الذهب والزجاج المرصع ، يظهر فيها الملك بيتوباستيس الثالث وهو يقدم قرابين .متحف اللوفر.
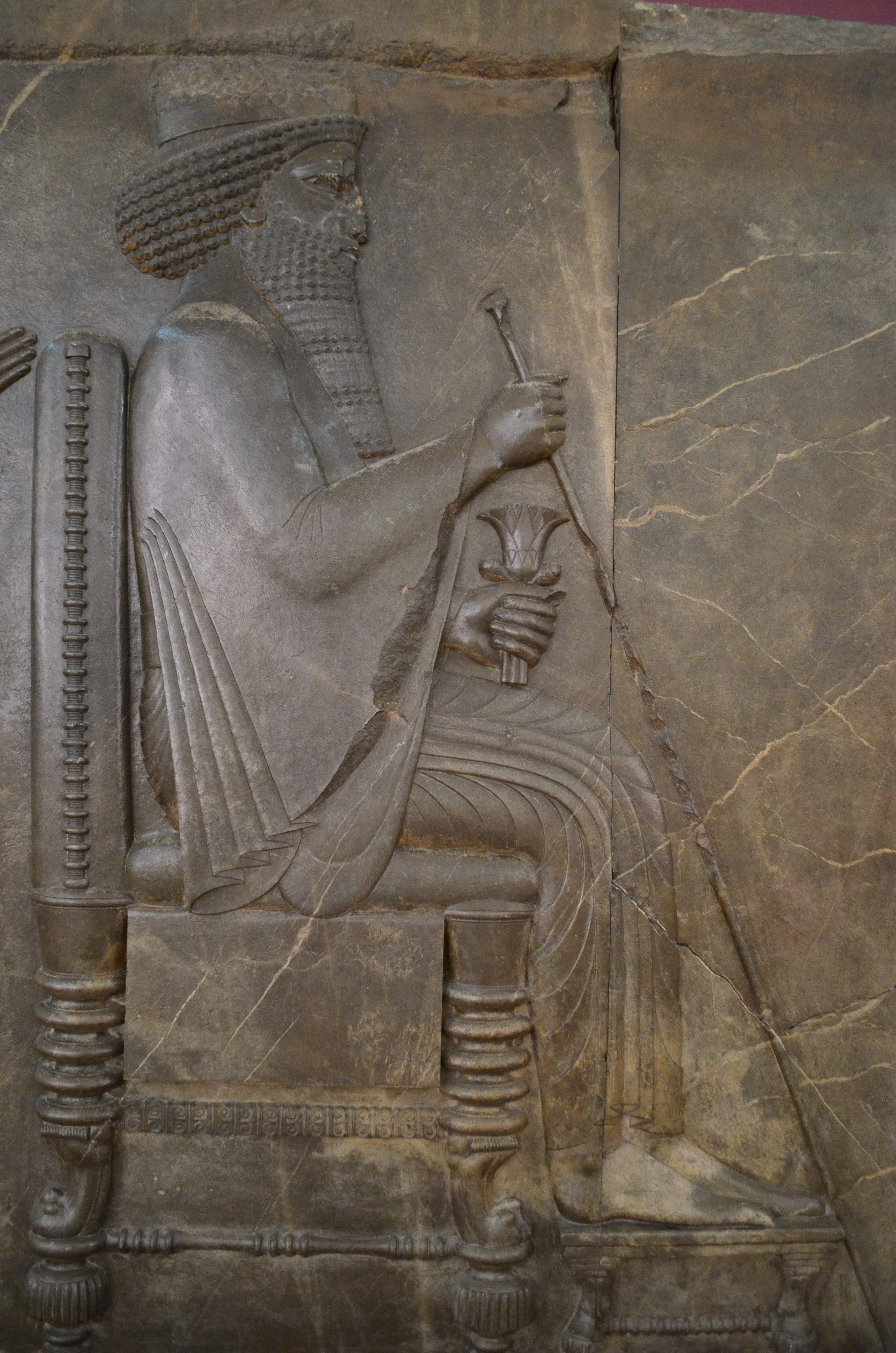
نقش أثري للملك خشايارشا الأول .متحف إيران الوطني
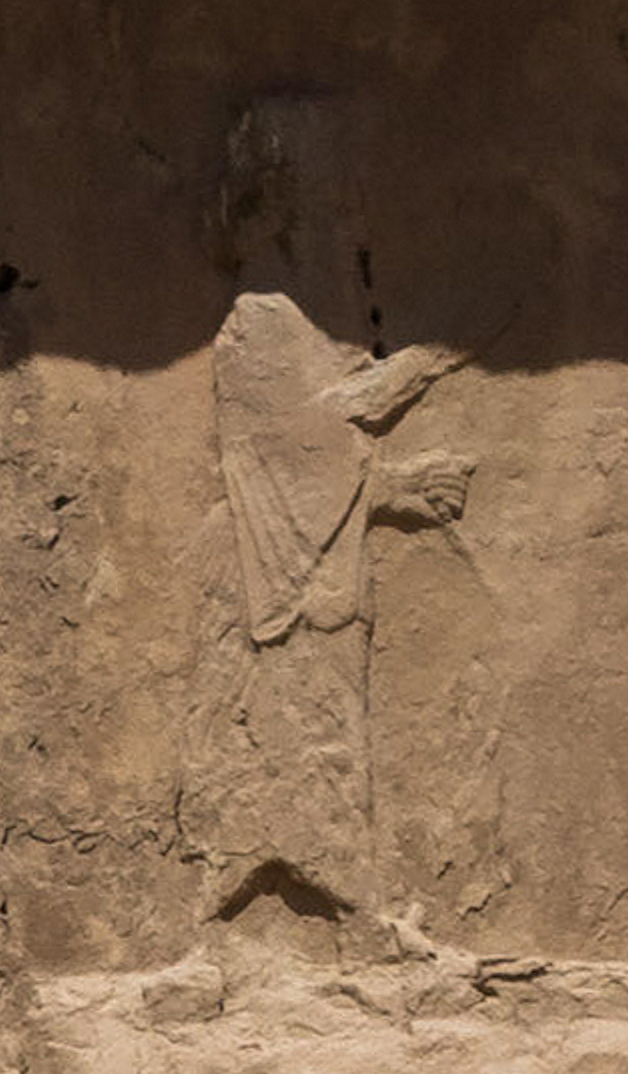
نقش أثري يصور الملك دار يوس الثاني عُثر عليه على قبره في مدينة نقش رستم